# Botryphallus
Botryphallus is een geslacht van weekdieren uit de klasse van de Gastropoda (slakken).

## Soorten
- Botryphallus epidauricus (Brusina, 1866)
- Botryphallus ovummuscae (Gofas, 1990)
- Botryphallus tuber (Rolán, 1991)